# Vyacheslav Lemeshev
Vyacheslav Ivanovich Lemeshev (en ruso: Вячеслав Иванович Леmeshev; Moscú, 3 de abril de 1952 – 27 de enero de 1996) fue un militar, boxeador y atleta soviético de peso mediano, que llegó a consagrarse campeón olímpico en Múnich 1972.
En 1972 su país lo nombró Boxeador destacado y Maestro Honorario de Deportes. Fue campeón nacional en 1974 y dos veces campeón de Europa, en 1973 y 1975.

## Biografía
Fue el tercer hijo de una familia cuyo padre sirvió en la Segunda Guerra Mundial. Comenzó a boxear a la edad de 14 años y bajo la guía del entrenador Lev Segalovich.
En 1980 fue enviado a trabajar como entrenador de las tropas estacionadas en la República Democrática Alemana. Allí perdió varias de sus últimas peleas por nocauts, lo que socavó su salud.
Después de regresar de Alemania, trabajó en una cooperativa en Naro-Fominsk como conductor de una estación de bombeo, vigilante en una cooperativa y trabajador en el cementerio de Vostryakovo. Fue diagnosticado con atrofia cerebral progresiva y en 1995 se sometió a una cirugía de cabeza.
Se casó tres veces. Murió a la edad de 43 años por su enfermedad cerebral y está enterrado en el cementerio de Vagánkovo.

## Carrera
En 1969 ganó el Campeonato Juvenil Soviético en peso wélter. En 1970 y 1972 fue campeón juvenil de Europa, siendo reconocido como el mejor boxeador del torneo en ambas ocasiones.
En 1970 se unió al ejército Rojo y comenzó a entrenar bajo la dirección de Yuri Radoniak, quien había resultado subcampeón olímpico en los Juegos Olímpicos de Roma 1960. No obstante, Lemeshev continuó formándose bajo la guía de su entrenador personal Segalovich y más tarde este fue nombrado Entrenador Honorario de la Unión Soviética; gracias al triunfo olímpico de su alumno.
En 1972 fue seleccionado al equipo olímpico y allí se le realizaron pruebas de biotecnología. Descubrieron su reacción extremadamente rápida, de fracción de segundo, poco común no solo para los boxeadores; sino también para los otros atletas y decisiva cuando se trata de un contragolpe recto.
Fue el campeón olímpico de boxeo más joven de la URSS. En cuatro de las cinco peleas ganó por nocaut; incluida la final donde ganó a los 2 minutos y 17 segundos. Fue la 50.ª medalla de oro que recibió el equipo soviético en los Juegos Olímpicos de 1972, año del 50.º aniversario de la URSS.
Ganó dos veces el título de campeón de Europa: en 1973 y 1975. En 1974 se convirtió en campeón nacional de peso semipesado y en los dos años siguientes ganó medallas de plata y bronce.
No fue incluido en la selección nacional para los Juegos Olímpicos de Montreal 1976 y después de eso su nivel comenzó a decaer. No logró victorias y padeció abuso del alcohol.

## Estilo de lucha
Se distinguió por una alta maniobrabilidad, inicialmente formado como un espectacular boxeador de contraataque. Tuvo una reacción fenomenal y talento para dar un golpe decisivo.
A menudo, después de infligir un golpe de nocaut; inmediatamente se volvía y caminaba hacia una esquina neutral, sabiendo que el oponente ya estaba indefenso y caía al suelo. Sin embargo, su lesión en la mano eventualmente disminuyó esta cualidad.

«Resultó ser sorprendentemente accesible y humilde. Un narrador maravilloso, conocedor de una gran cantidad de anécdotas. Físicamente no era muy fuerte, por extraño que parezca con su reputación de golpeador, pero en el ring no necesitaba fuerza. El estilo frenético fue su carta de triunfo, golpeaba en el mismo momento en que era necesario golpear y cuando el oponente menos lo esperaba. Después de que ganó el campeonato juvenil nuestros fisiólogos descubrieron una reacción fenomenal en él, ningún boxeador soviético era capaz de reaccionar a varios estímulos tan rápido. Creo en eso porque en el ring tal reacción se expresó en su contraataque instantáneo, con el que puso en el suelo a muchos rivales. Cómo Slava hacia esto, todavía no lo entiendo. Imagínese: con su mano derecha golpeando, quitó el brazo del oponente que defendía la barbilla e instantáneamente golpeó con el mismo brazo. Nadie más podía hacer eso». — Viktor Rybakov, ganador de dos medallas de bronce olímpicas y tres veces campeón de Europa.

## Legado
- Fue galardonado con la Orden de la Insignia de Honor en 1972.[10]
- En la tierra natal de los padres de Lemeshev, en Yegórievsk, se celebra un torneo amateur anual en su honor: el Memorial Vyacheslav Lemeshev, la competición más antigua celebrada en su honor.[11]
- En Moscú hay un museo de boxeo y allí Lemeshev es homenajeado.
- El 10 de septiembre de 2012 el CSKA Moscú inauguró un busto de Lemeshev en su Paseo de la Fama.[12]